# Kenjutsu
Kenjutsu ( japanisch 剣術 ‚Schwerttechnik(en), Schwertkunst‘) ist der Oberbegriff aller Formen der japanischen Schwertkunst, insbesondere jener Disziplinen, welche vor der Meiji-Zeit entstanden. Die heutigen Formen des modernen Kendō und Iaidō, die im 20. Jahrhundert entstanden, haben ebenfalls ihren Ursprung zu dieser Zeit. Praktizierende des Kenjutsu heißen Kenshi (剣士).
Kenjutsu in all seinen ursprünglichen Ausprägungen wurde von den feudalen Samurai (früher Bushi), der japanischen Krieger, als Disziplinen der Waffenführung begründet. Die Bedeutung des Wortes Kenjutsu kann mit „Methode oder Technik zur Führung des Schwertes“ übersetzt werden, wobei jutsu sich dezidiert auf die technische Anwendung bezieht, im Gegensatz zur Endung Dō - wie beispielsweise in Kendō, Iaidō, Judō usw. - die eine Kunstfertigkeit mit geistigem Inhalt bezeichnet.
Da Kenjutsu eine ganze Gruppe von Disziplinen mit Handhabung des Schwertes umschreibt, sind die technischen Anwendungen und die ihnen zugrundeliegenden Instrumente, Unterrichtsformen sowie Strategien und Taktiken auf dem Schlachtfeld oftmals ebenso grundverschieden. In einigen Disziplinen wurden hölzerne Nachbildungen des Schwertes verwendet (Bokken, auch Bokutō) und mit Körpertreffern im Vollkontakt geübt. Andere Formen unterrichteten gänzlich ohne Übungspartner und verwendeten dafür mehrheitlich Kata - stilisierte Übungsformen. Da unter der Endung -jutsu alle technischen Anwendungen mit dem Schwert gemeint sind, fallen auch ad hoc und intuitiv entstandene Formen darunter, denn letztendliche Zielsetzung war die Überlegenheit auf dem Schlachtfeld und dienlich dazu war auch jeder intuitive taktische Überraschungsmoment.

## Geschichte

### Frühe Entwicklungen
Es ist bekannt, dass die ersten eisernen Schwerter in Japan im frühen 4. Jahrhundert hergestellt wurden, basierend auf Herstellungsverfahren, wie sie in China und Korea entwickelt worden waren. Schwertern kam schon früh eine bedeutende Rolle als Waffe zu. Neben der rein instrumentellen Wichtigkeit kam dem Schwert sogar eine symbolisch stark beladene bis hin zu religiös verstandenen Bedeutung zu. Die ältesten Unterrichtssysteme entstanden in der Muromachi-Periode (1336 bis 1573). Drei hauptsächliche Schulen entwickelten sich zu dieser Zeit: 
- Kage-ryū (Aizu) (Aisukage ryū)
- Chūjō-ryū
- Tenshin Shōden Katori Shintō-ryū

In derselben Zeit entwickelte sich auf der Insel Okinawa die Technik des Udundi, eine Disziplin, welche sowohl Kenjutsu, als auch Iaijutsu vereinigte. Udundi war die Kampfkunst des feudalen Motobu-Clans in der Zeit des Ryukyu-Königreichs auf den südlichen Inseln.

### Edo-Zeit
Während der Edo-Zeit stieg die Zahl der Schwertkampfschulen auf über 500 an. Sowohl Unterrichtsmethoden, als auch Ausrüstung entwickelten sich wesentlich weiter. In der ersten Hälfte des 19. Jahrhunderts kam das Bambus-Schwert, das shinai, und die Schutzkleidung, bogu, hinzu. Dies erlaubte es, dass selbst in Übungssequenzen mit vollem Krafteinsatz gearbeitet wurde. Davor war es üblich, Partnerübungen nur mit hölzernen Schwertern oder mit dem reellen Katana abzuhalten und Verletzungen oder gar Tod traten nicht selten ein.

### Rückgang
Mit Beginn der Meiji-Restauration im Jahr 1868 trat die Modernisierung der japanischen Zivilgesellschaft ein. Die bis dahin dominierende Klasse der Krieger (Samurai) verlor im Zuge der Industrialisierung stark an Ansehen und Bedeutung. Die Schwertkampfschulen verloren nicht nur Schüler, sondern auch ihre gesellschaftliche Stellung als Ausbildungsstätte von Führungspersönlichkeiten. 
Für ungefähr 20 Jahre lag der Rückgang des Kenjutsu in direktem Zusammenhang mit der unliebsam gewordenen Erinnerung an die Feudalzeit, bis das wieder erstarkte nationale Selbstbewusstsein Japans zum Ausbau der Armee und der Polizeikräfte führte. Kenjutsu wurde in beiden Institutionen wieder als traditionell verwurzelte, ehrenvolle Strategie der Konfliktlösung aufgefasst.
1868 übernahm die Polizei verschiedene Formen von Kata aus diversen Unterrichtssystemen in ihr Lehrprogramm und entwickelte eine standardisierte Ausbildungsform für ihre Zwecke. Verschiedene weitere Disziplinen von Kampfkünsten wurden ebenfalls in Unterrichtsprogramme überführt. Beispielsweise wurde Jūdō von Kanō Jigorō als Symbiose aus verschiedenen alten Ju-Jitsu Stilen entwickelt und als System zur Leibesertüchtigung und Philosophie zur Persönlichkeitsentwicklung an Universitäten eingeführt. 
1895 wurde das Dai Nippon Butoku Kai als gemeinsamer Lehrkörper über sämtliche Schwertkampfkünste hinweg gegründet. Es arbeitete mit verschiedensten Gruppierungen an einer einheitlichen Formalisierung des Kenjutsu-Lehrinhalts. Ein Erlass des Dai Nippon Butoku Kai unterstrich 1912 das Fehlen einer einheitlichen Unterrichtsbasis, auf welcher alle mitwirkenden Schulen ihren eigenen, individuellen Lehrinhalt hätten aufbauen können, worauf aus zehn bis zu diesem Zeitpunkt erarbeiteten gemeinsamen Kata die moderne Form des Kendō entwickelt wurde.

### 20. und 21. Jahrhundert
Mit zunehmender Popularität japanischer Kampfkünste, auch außerhalb Japans, stieg ebenfalls das Interesse an Kenjutsu. Viele Schirmherren und Großmeister anderer japanischer Kampfkünste erinnerten sich der Wurzeln ihrer Disziplin und übernahmen Grundlagen ihrer Künste mit Bezug auf das traditionelle Kenjutsu. Als Beispiel sei hier das Daitō-ryū Aiki-jūjutsu erwähnt, welches von Sokaku Takeda (1859–1943) erstmals Ende des 19. Jahrhunderts öffentlich unterrichtet wurde und von einem seiner bekanntesten Schüler, Ueshiba Morihei in das moderne Aikidō überführt worden ist. Sowohl Daitō-ryū, als auch Aikidō gründen auf Strategien und Formen des traditionellen Schwertkampfes.

## Waffen

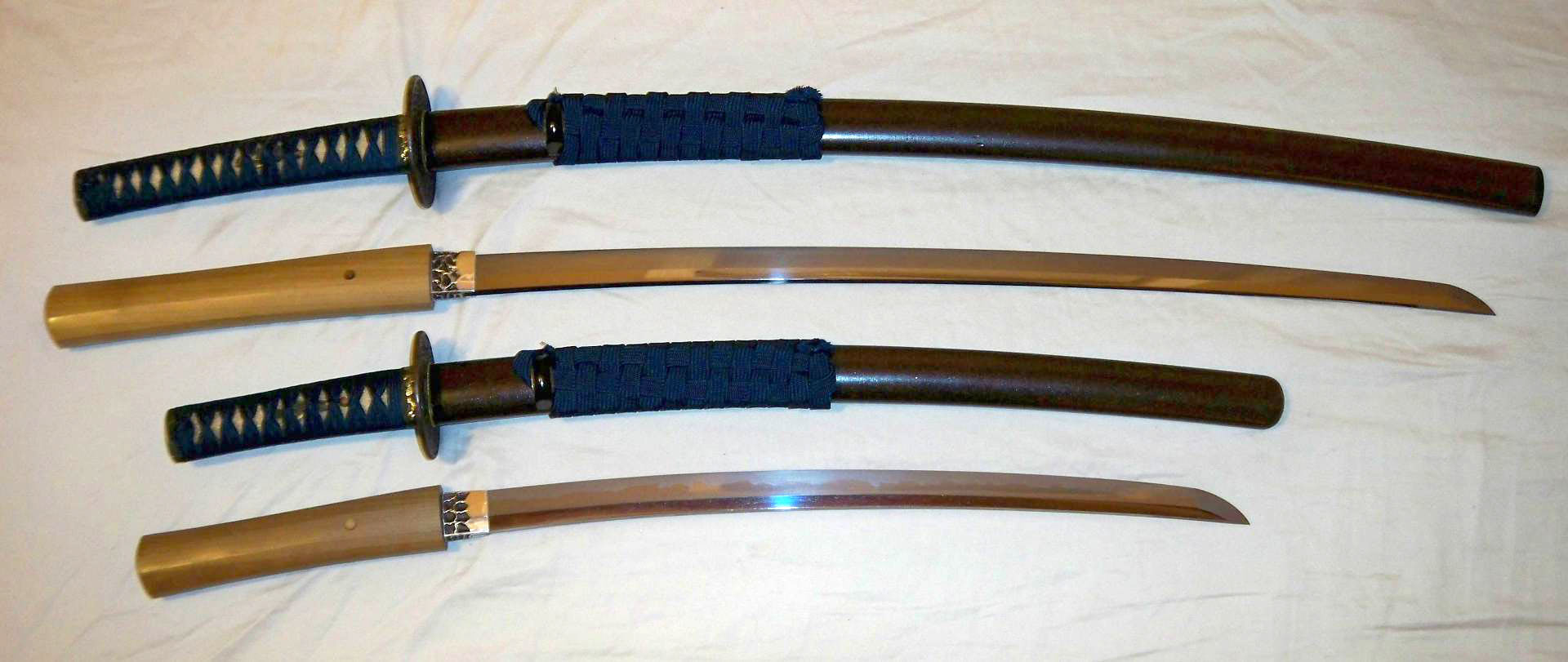
Katana und Wakizashi

Zur Anwendung im Ernstfall bei einer direkten Konfrontation kamen verschiedene Schwerter klassischer Prägung:
- Wakizashi
- Katana (Shinken, „echtes Schwert“)
- Tachi
- Tsurugi

Da Katana und Wakizashi paarweise getragen wurden, wird das Waffenpaar auch als Daishō (japanisch 大小, dt. „groß-klein“) bezeichnet.

## Handhabung und Technik
Bei der Entstehung der japanischen Fechtsysteme wurden die Besonderheiten des Katanas und des Wakizashis berücksichtigt.
Durch die runde Form des Schwertes wird eine schneidend-ziehende Bewegung verlangt, um einen sauberen Schnitt zu setzen. Der Grundgedanke des japanischen Schwertumgangs besteht darin, dass das Schwert aufgrund seines Eigengewichts (zwischen ca. 500 bis 1000 g) schneidet und von den Händen lediglich in der Bahn gehalten und geführt wird. Natürlich wird ein gewisser Kraftaufwand gefordert, da es auch Knochen und eventuell Rüstungsgegenstände zu durchdringen gilt, die Schwertführung ist im Allgemeinen jedoch von Lockerheit bestimmt.
Schwerpunkt der japanischen Schwertbeherrschung liegt auf der Schnelligkeit und Präzision, nicht auf Kraft und Ausdauer. Im Regelfall entscheidet der erste Schnitt über Leben und Tod, ausdauernde Kämpfe, wie häufig in Filmen zu sehen, sind eine reine Erfindung der Filmindustrie.

### Übungsinstrumente
Das am weitesten verbreitete Übungsinstrument im Kenjutsu ist das hölzerne Schwert (Bokken, Bokuto). Aus verschiedenen Gründen bedienen sich die einzelnen Schulen ganz unterschiedlich gestalteter Boken. Je nach spezieller Ausprägung des Lehrprogramms unterschieden sich die Holzschwerter stark in Material, Gewicht, Form und Länge. Im Yagyū Shinkage-ryū wird ein relativ dünnes Boken ohne Handschutz (Tsuba) verwendet, um den speziellen Techniken in dieser Disziplin Rechnung zu tragen. Dahingegen wird im Kashima Shin-ryū ein erheblich dickeres und bedeutend schwereres Boken eingesetzt, welches auch einen bedeutend längeren Schaft aufweist, um den Prinzipien dieser Stilrichtung zu entsprechen. Im Kendō hingegen ist das lange Shinai aus gebundenen Bambus- oder heutzutage auch aus Karbonstreben gefertigt. An einzelnen Schulen wird auch ein fukuro shinai verwendet, ein mit Lederstreifen oder Stoff umwickeltes Bambus-Bokken. Dies insbesondere zur Vermeidung von Verletzungen, wenn ein wenig erfahrener Schüler mit voller Kraft zuschlägt und direkte Körpertreffer gesetzt werden. Der Ursprung des fukuro shinai datiert ins 15. Jahrhundert.

## Nitōjutsu

Demonstration des Hokushin Ittō-ryū, 2017

Eine spezielle Charakteristik einiger Kenjutsu-Systeme ist der gleichzeitige, beidhändige Einsatz zweier Schwerter, des Daitō bestehend aus Katana und Wakizashi. Diese Form der Schwertführung wird als Nitōjutsu (二刀術) bezeichnet. Stile, in welchen diese Schwertführung Bestandteil des Lehrinhaltes ist, werden Nitōryū (二刀流) genannt; im Gegensatz zu Ittō-ryū (一刀流). Der berühmteste Schwertkämpfer dieses Stils war Miyamoto Musashi (1584–1645), Begründer des Hyōhō Niten Ichi-ryū.
Hyōhō Niten Ichi-ryū ist nicht die einzige Lehrlinie, in welcher Nitōjutsu praktiziert wird, noch ist Miyamoto Musashi der Erfinder dieser Schwertführung. Beide alten, traditionellen Systeme, Tenshin Shōden Katori Shinto-ryū, Gründung in der Muromachi-Periode (ca. 1447), und Tatsumi-ryu, Gründung in der Eishō-Periode (1504–1521), enthalten Lehrinhalte und Techniken des Nitōjutsu.

## Klassische Literatur zu Kenjutsu
Frühe bedeutende Schriften zum Kenjutsu entstanden in der ersten Hälfte des 17. Jahrhunderts. An erster Stelle ist der Zen-Mönch Takuan Sōhō zu nennen, der geistiger Lehrer von Yagyū Munenori und Miyamoto Musashi war, die als die bedeutendsten Schwertkämpfer Japans gelten. Er verfasste drei Aufsätze zum Schwertkampf: Fudochishinmyoroku, Reiroshu und Taiaki, die Anfang des 17. Jahrhunderts geschrieben wurden. Fudōchishinmyōroku (不動智神妙録, Die geheimnisvolle Aufzeichnung von der bewegungslosen Weisheit) ist ein Brief an Yagyū Munenori, in dem Takuan die geistige Haltung im Schwertkampf beschreibt. Ebenfalls ein Brief stellt das Taiaki (太阿記, Die Annalen des Schwertes Taia) dar. Zeitlich zwischen den beiden Briefen ist die Abhandlung Reirōshū (玲瓏集, Der klare Juwelenlaut) geschrieben worden. Die Essenz von Takuans Auffassung des Kenjutsu ist die Lehre vom ungebundenen Geist, der hoch aufmerksam ist, ohne sich auf etwas Bestimmtes zu konzentrieren. 
Der Schwertmeister Yagyu Munenori hat 1632 das Heihō kaden sho (兵法家伝書, Der Weg des Samurai) veröffentlicht, in dem er die Lehre von den zwei Schwertern, dem todbringenden und dem lebenspendenden Schwert, darlegt. Ziel der Schwertkunst sei erst in zweiter Linie, den Gegner zu töten, primär komme es darauf an, den Kampf zu vermeiden und im Kampf so zu stehen, dass man die Möglichkeit hat, den Gegner zu schonen. Das Buch gibt einen Einblick in die Geheimlehre seiner Schwertschule und wird von technischen Anleitungen zum Schwertkampf abgerundet. Die Essenz seiner Lehre liegt in der Wiedergewinnung und gelassenen Beibehaltung des Alltagsgeistes – auch in einer Ausnahmesituation.
Der vielleicht größte Schwertkämpfer Japans, Miyamoto Musashi, veröffentlichte seine Schrift über den Schwertkampf Gorin no Sho (Das Buch der fünf Ringe) im Jahre 1645. Neben den Techniken des Kenjutsu und seiner Schwertschule erläutert er die geistige Haltung von Reinheit, Wachsamkeit und Spontanität im Schwertkampf. Die Essenz seiner Lehre liegt darin, dass es keine festen Regeln im realen Schwertkampf gibt, weil man immer der Situation angemessen handeln muss. Die Aktion muss aus der Situation heraus erschlossen und der Weg des Schwertes zum Weg des Selbstverständlichen werden.

## Bedeutende Schwertkämpfer des Kenjutsu
- Ito Ittōsai Kagehisa, Begründer der Ittō-ryū
- Ono Jirôemon Tadaaki, Begründer der Onoha Ittō-ryū
- Yamaoka Tesshu, Begründer der Ittō Shōden Mutō-ryū
- Chiba Shūsaku Narimasa, Begründer des Hokushin Ittō-ryū
- Iizasa Choisai Ienao, Begründer der Katori Shintō-ryū
- Miyamoto Musashi, Begründer der Niten Ichi-ryū
- Negishi Shingoro, letzter Großmeister in der Edo-Periode des Shindo Munen-ryu
- Okita Souji
- Sasaki Kojiro
- Tsukahara Bokuden
- Yagyū Munenori

## Traditionelle Schulen und Unterrichtssysteme des Kenjutsu
- Abe-ryū
- Araki-ryū
- Hoki-ryū
- Hokushin Ittō-ryū
- Hontai Yoshin-ryū
- Hozōin-ryū
- Hyōhō Niten Ichi-ryū
- Jigen-ryū Hyōhō Kenjutsu
- Kanshin-ryū
- Kashima Shin-ryū
- Kashima Shintō-ryū
- Kashima Shinden Jikishinkage-ryū
- Kurama-ryū
- Kuroiran-ryū
- Mugai-ryu
- Musō Jikiden Eishin Ryū
- Musō Shinden-ryū
- Ōno-ha Ittō-ryū
- Owari Kan-ryū
- Shintō Musō-ryū
- Seishin-ryū
- Sekiguchi-ryū
- Shingyōto-ryū
- Tendō-ryū bujutsu
- Tennen Rishin-ryū
- Tenshin Shōden Katori Shintō-ryū
- Yakumaru Jigen-ryū
- Yagyū Shinkage-ryū

## Stile, Disziplinen und Unterrichtssysteme der Neuzeit mit Elementen des Kenjutsu
- Iaidō
- Kendō
- Aiki-Ken (technischer Teilbereich des Aikidō)